# 難捕龍屬
難捕龍（屬名：Dysalotosaurus，意為「難以抓到的蜥蜴」）是一屬小型、二足、植食性的橡樹龍科鳥腳類恐龍，化石發現於非洲坦尚尼亞侏儸紀晚期啟莫里階（約1億5000萬年前）的敦達古魯組地層，在那裡挖掘出數千塊難捕龍的骨骼與碎片，這些標本被認為是一群死於大型災難事件的族群。模式種兼唯一種萊氏難捕龍（Dysalotosaurus lettowvorbecki）由喬瑟夫·龐佩克（Josef Felix Pompeckj）於1920年命名，種名紀念德意志帝國的將領保羅·馮·萊托-福爾貝克。在整個二十世紀以來，其標本長期被歸入近緣且年代相近的橡樹龍，並認為是異名，直到近年的研究才推翻了此觀點。

## 外型特徵

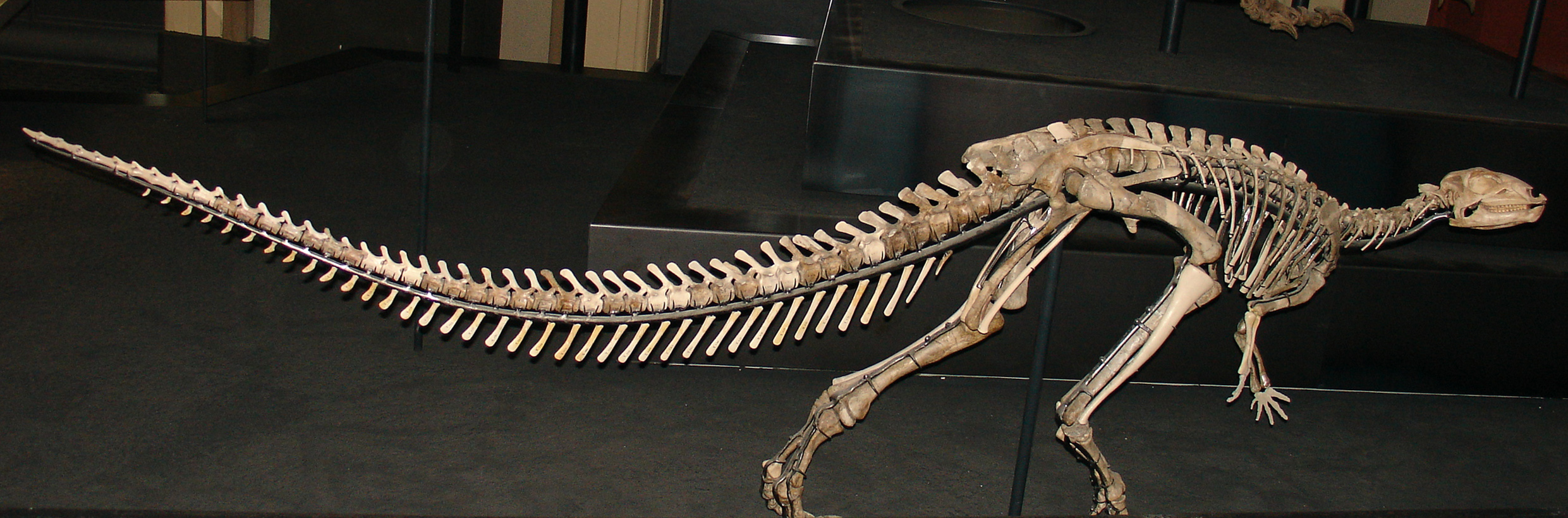
骨架模型

難捕龍是種小型、相對基礎的禽龍類。缺乏後期物種擁有的大型拇指爪刺，且前肢短、長尾巴用來保持平衡，相較於那些大型親戚牠更適應二足步態。難捕龍有著強健的長腿，代表牠比其他禽龍類更擅於奔跑。
2016年葛瑞格利·保羅估計難捕龍身長2.5公尺及體重80公斤。

## 古生物學

### 感官
根據CT掃描的研究結果，難捕龍在非進食時會將頭部朝向正前方。同一研究還顯示依照其內耳形態，難捕龍無法區別高頻和低頻聲音，如同大多數植食性恐龍。然而牠也有一些和先進聽覺有關的適應特徵，使得難以了解其真實的感官能力。

### 個體發育
已知的數個難捕龍個體在死亡時都尚未達到性成熟。個體發生學研究發現了典型的衰老趨勢，如吻部變長、眼眶比例變小。隨著動物年紀增長，齒列的變化也顯示從幼年期的雜食性變成成年後完全植食性的飲食習性。這種轉變反映出禽龍類與其他鳥腳類植食性專化的整體演化趨勢。
難捕龍是種性早熟的恐龍，約於10歲達到性成熟，其生長模式尚未確定，而最快生長速度可比擬現生大型袋鼠。

### 埋藏學
2011年柏林自然博物館的古生物學家魏茲曼（Florian Witzmann）和韓佩（Oliver Hampe）與同事們的研究發現，某些難捕龍骨骼的變形情況可能是由類似培吉特骨病的病毒感染所引起。成為科學界已知最古老的病毒感染證據。
另一具標本上發現的半椎體顯示，該動物生前可能受到脊椎側彎或其他疾病所影響。這樣的畸形情況幾乎在所有脊椎動物支系都會發生，但這成為恐龍也有此情況的第一個具體證據。

## 古生態學
在侏儸紀時期，敦達古魯組是岡瓦納大陸半乾旱氣候海岸的一部分。難捕龍的化石是在有泥灘、潟湖岩相特徵的地層中發現的。
在敦達古魯組與難捕龍共棲的恐龍有劍龍類的釘狀龍、數種蜥腳類如南方梁龍、叉龍、長頸巨龍、詹尼斯龍、敦達古魯龍、拖尼龍、旺韋拉尾龍、獸腳類的輕巧龍、東非龍、舊鯊齒龍、可能還有異特龍、角鼻龍、蠻龍。翼龍類和原始哺乳類也很常見。